# Associação Brasileira de Editores Científicos
A Associação Brasileira de Editores Científicos ( ABEC Brasil ) é uma organização brasileira sem fins lucrativos fundada em 1985 e dedicada ao avanço da publicação de periódicos científicos. A ABEC Brasil tem sede em Botucatu, São Paulo (estado), Brasil e seu presidente é Sigmar de Mello Rode.

## História
A ABEC Brasil foi fundada em 11 de outubro de 1985, durante o II Encontro de Editores de Periódicos Científicos, no ICB/ USP . Seu primeiro presidente foi Francisco Alberto de Moura Duarte.

## Atividades
A ABEC Brasil tem interesse em desenvolver e aprimorar a publicação de periódicos científicos, estimulando-a por meio da publicação regular de material de interesse editorial científico, da promoção de congressos, seminários e cursos, e da manutenção de contatos com instituições e sociedades afins no Brasil e no exterior.